# Julius Frey (bankier)
Julius Frey (Möhlin, 22 november 1855 - Zürich, 3 mei 1925) was een Zwitsers advocaat en bankier.

## Biografie

### Afkomst en opleiding
Julius Frey was een zoon van Johann Jakob Frey, een bankier en politicus. Hij was een broer van Emil Frey. Hij was gehuwd met Adele Gamper.

### Advocaat
Na zijn schooltijd aan de kantonnale school van Aarau studeerde hij rechten in Lausanne, München en Heidelberg, waarna hij een doctoraat behaalde. Hij liep stage bij Johann Haberstich en vestigde zich vervolgens als advocaat in zijn geboorteplaats Möhlin.

### Bankier
In 1878 werd hij medewerker van de Aargauer Bank, waar hij van 1881 tot 1889 onderdirecteur en hypotheekchef was. In 1889 werd hij onderdirecteur, in 1895 plaatsvervangend directeur en vervolgens van 1900 tot 1911 van Credit Suisse. Daarnaast was hij vanaf 1895 directeur van de nieuw opgerichte Elektrobank, waarvan hij van 1911 tot 1925 de raad van bestuur voorzat. Frey speelde een belangrijke rol in de financiering van de elektrische economie in Europa. Daarnaast bekleedde hij diverse andere functies bij andere ondernemingen, zoals de Oriëntbank, de Bodenkredit-Bank, de Zwitserse federale spoorwegen (SBB/CFF/FFS) en de Zwitserse nationale bank.
Hij was als expert betrokken bij de uitwerking van het Wetboek van Verbintenissen en diverse andere Zwitserse wetten.
- Base de données des élites suisses: 50696
- Gemeinsame Normdatei: 1017289751
- Historisch woordenboek van Zwitserland: 042084
- Virtual International Authority File: 189284859